# Senador Modestino Gonçalves
Pour les articles homonymes, voir Senador.
Senador Modestino Gonçalves est une municipalité brésilienne de l'État du Minas Gerais et la microrégion de Diamantina.